# Лаваль, Аня Джулиет
Аня Джулиет Лаваль (нем. Anja Juliette Laval, род. 6 июня 1981 года в Гамбурге, ФРГ) — немецкая порноактриса
, фотомодель.

## Факты биографии
- Родилась в Гамбурге, однако в 1997 году вместе со своим бойфрендом переехала в Северную Рейн-Вестфалию.
- Работала эротической моделью, после чего заключила контракт с порностудией Магма.
- Аня ощутила свою бисексуальность и страсть к бондажу после посещения свинг-клубов.
- В сентябре 2003 года объявила о своём уходе из порноиндустрии.
- С 2005 года живёт в Крефельде.

## Награды
- Brussels International Festival of Eroticism[англ.] — лучшая немецкая порноактриса (2003)

## Фильмография
- Unschuldig mit 18 (2001)
- Anja & Conny: Wilder Sex in fremden Betten (2001)
- Die Verfickte Praxis (als «Schwester Anja») (2002)
- Teeny Car Wash Center (2002)
- Ein Sommertagstraum (2002)
- Sexy-Weekend: After-Workparty (2002)
- Die Magma-Pornoparty (Piu porche di cosi!) (2002)
- Klinik der Lust (Infermiere del cazzo) (2002)
- Hotel Fickmichgut (2002)
- Der Fluch des Scheichs (2002)
- Carmens Sexwelt — Einladung zum geilen Ficken (2002)
- Sperma-Lutscher (2002)
- Au-Pair-Teenies als willige Liebesdienerinnen (2002/2003)
- Anjas verfickte Schultage (2002)
- Anja Juliette Laval: Private Collection (2002)
- Die 8. Sünde (Le 8ème péché capital) (2002)
- 2002 wilde Sex-Nächte (2002)
- Der Megascharfe Waschsalon (2003)
- Anal Kommando (2003)
- Tyra Misoux… süß wie Schokolade… (2003)
- Neue Sklaven für die Domina (2003)
- Naturgeile Mitarbeiterinnen / Print Shop Pussy — Naturgeile Mitarbeiterinnen (2003)
- Ohne Bockschein darf kein Bock rein! (Il Prezzo) (2004)
- Anja Juliette Laval: Die unschuldige Schönheit (2004)
- Der Star-Schnitt (2004)